# Noam Emeran
Noam Fritz Emeran (Paray-le-Monial, 24 settembre 2002) è un calciatore francese, attaccante del Groningen.

## Biografia
È figlio di Fritz Emeran, ex calciatore della nazionale ruandese.

## Carriera

### Club
Ha iniziato a giocare a calcio nel settore giovanile dell'Entente SSG per poi passare a quello dell'Amiens nel 2017 ed a quello del Manchester Utd nel 2019. Con i Red Devils ha giocato per quattro stagioni passando dall'Under-18 all'Under-23 ed ha anche fatto il suo esordio tra i professionisti con la formazione Under-21, con cui tra le stagioni 2021-2022 e 2022-2023 ha giocato complessive 3 partite nel Football League Trophy.
Il 24 agosto 2023 è stato acquistato a titolo definitivo dal Groningen e tre giorni dopo ha debuttato con la sua nuova squadra nell'incontro della seconda divisione olandese pareggiato 0-0 contro il Willem II; a fine anno la sua squadra conquista la promozione in prima divisione ed Emeran, autore di 12 presenze in campionato ed una presenza nella coppa nazionale olandese, viene riconfermato in rosa anche per la stagione 2024-2025, nella quale realizza una rete (la sua prima in carriera in competizioni professionistiche) in 4 partite di campionato giocate.

### Nazionale
Ha giocato nella nazionale francese Under-16.

## Statistiche

### Presenze e reti nei club
Statistiche aggiornate al 18 maggio 2025.
| Stagione                          | Squadra                           | Campionato                        | Campionato | Campionato | Coppe nazionali | Coppe nazionali | Coppe nazionali | Coppe continentali | Coppe continentali | Coppe continentali | Altre coppe | Altre coppe | Altre coppe | Totale | Totale |
| Stagione                          | Squadra                           | Comp                              | Pres       | Reti       | Comp            | Pres            | Reti            | Comp               | Pres               | Reti               | Comp        | Pres        | Reti        | Pres   | Reti   |
| --------------------------------- | --------------------------------- | --------------------------------- | ---------- | ---------- | --------------- | --------------- | --------------- | ------------------ | ------------------ | ------------------ | ----------- | ----------- | ----------- | ------ | ------ |
| 2021-2022                         | Manchester Utd Under-21           | -                                 | -          | -          | -               | -               | -               | -                  | -                  | -                  | FLT         | 1           | 0           | 1      | 0      |
| 2022-2023                         | Manchester Utd Under-21           | -                                 | -          | -          | -               | -               | -               | -                  | -                  | -                  | FLT         | 2           | 0           | 2      | 0      |
| Totale Manchester United Under-21 | Totale Manchester United Under-21 | Totale Manchester United Under-21 | -          | -          |                 | -               | -               |                    | -                  | -                  | -           | 3           | 0           | 3      | 0      |
| 2023-2024                         | Groningen                         | 1D                                | 12         | 0          | CO              | 1               | 0               | -                  | -                  | -                  | -           | -           | -           | 13     | 0      |
| 2024-2025                         | Groningen                         | ED                                | 4          | 1          | CO              | 1               | 0               | -                  | -                  | -                  | -           | -           | -           | 5      | 1      |
| Totale Groningen                  | Totale Groningen                  | Totale Groningen                  | 16         | 1          |                 | 2               | 0               |                    | -                  | -                  |             | -           | -           | 18     | 1      |
| Totale carriera                   | Totale carriera                   | Totale carriera                   | 16         | 1          |                 | 2               | 0               |                    | -                  | -                  |             | 3           | 0           | 21     | 1      |